# محمد إبراهيم سليم
الفريق محمد إبراهيم سليم قائد عسكري مصري. شغل منصب رئيس أركان حرب القوات المسلحة المصرية، ثم منصب وزير دولة لشئون الحربية، فوزير دولة للإنتاج الحربي، حتى عين مديراً للكلية الفنية العسكرية (سابقاً).